# Düngelau

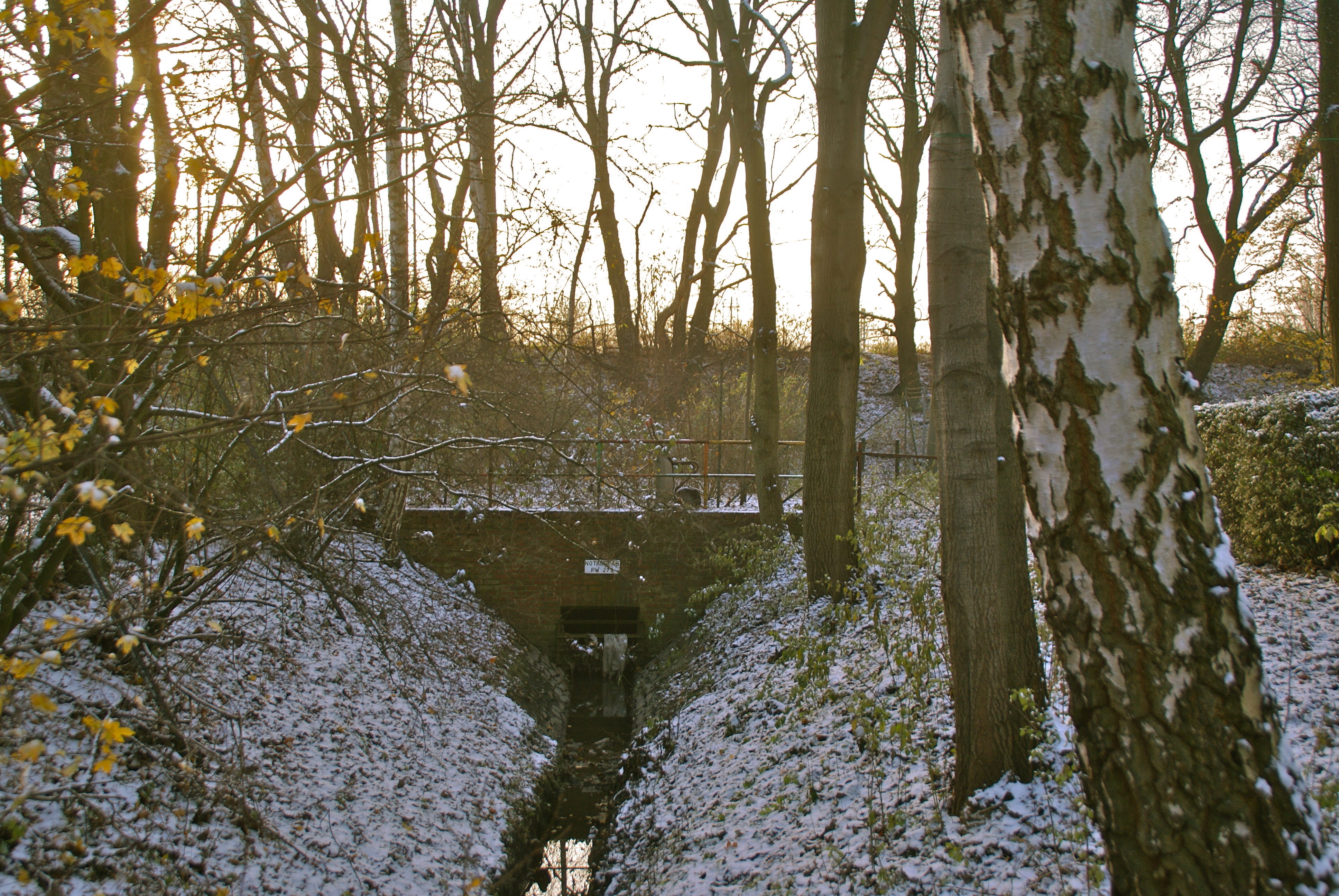
La font a Stellingen

El Düngelau és un riu d'Hamburg (Alemanya). Neix a l'aiguamoll del Wittenmoor a Stellingen i desemboca al Mühlenau a Eidelstedt.
Fotos del naixement a la desembocadura:

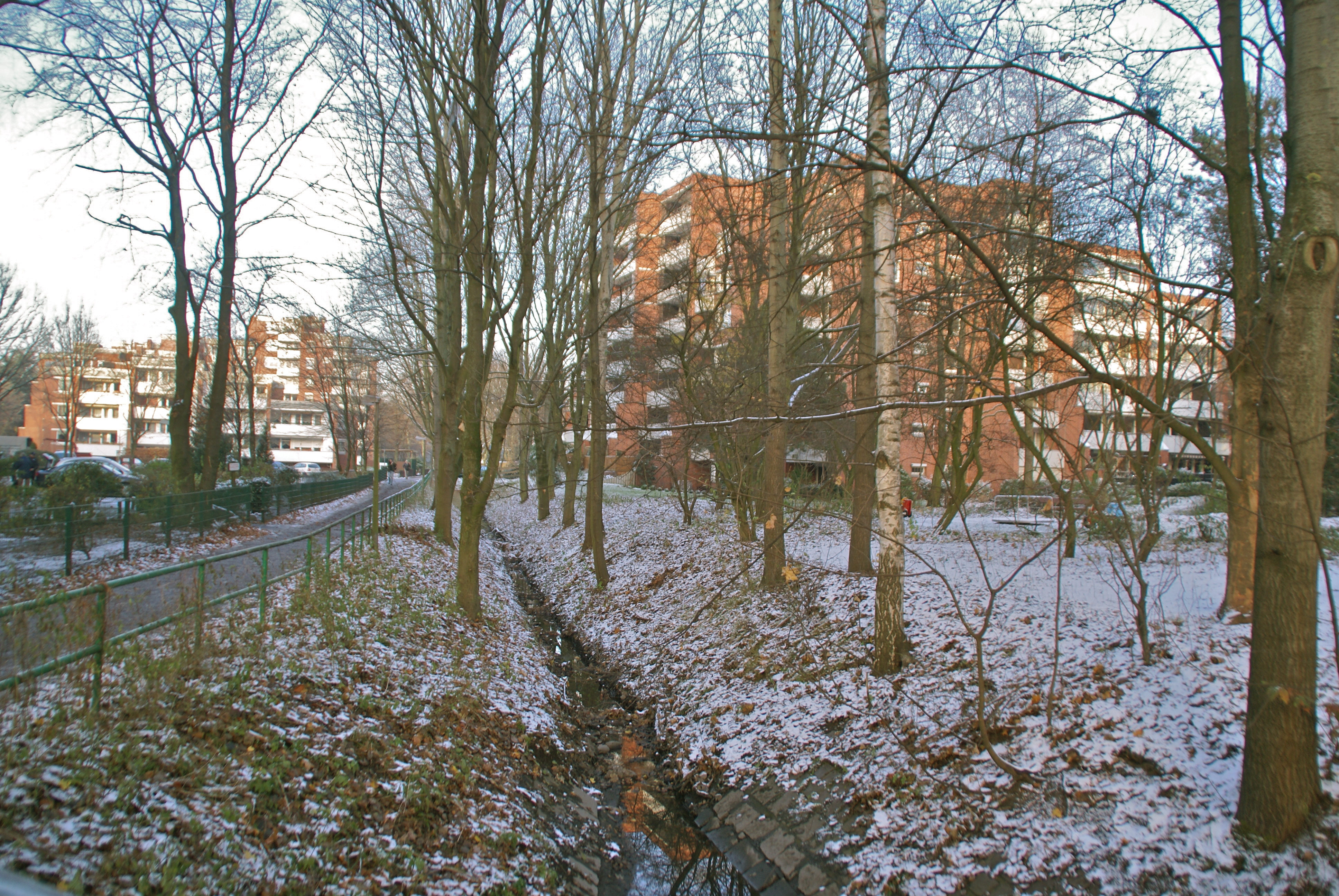
El sender al marge del riu
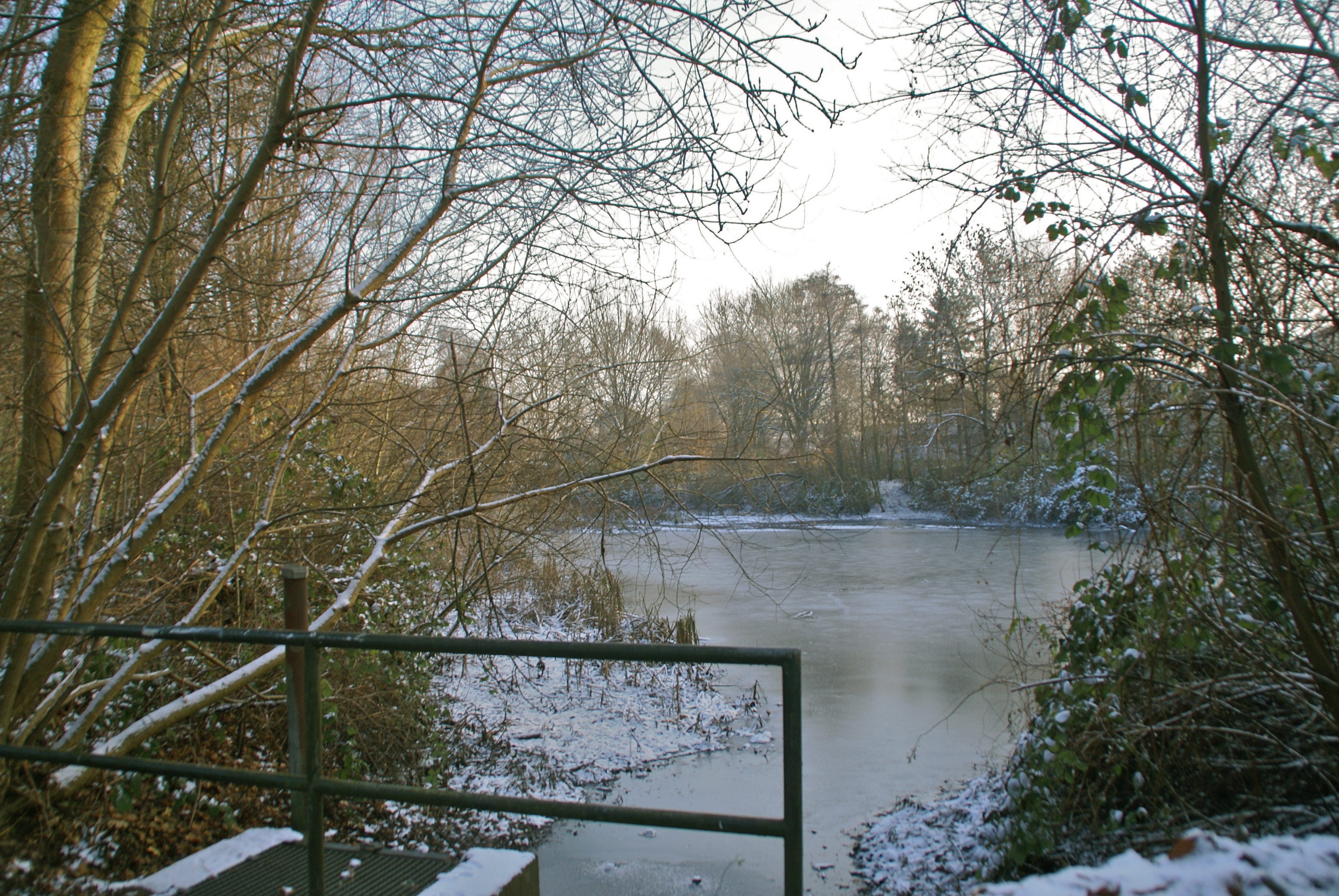
La conca de dipòsit gelada

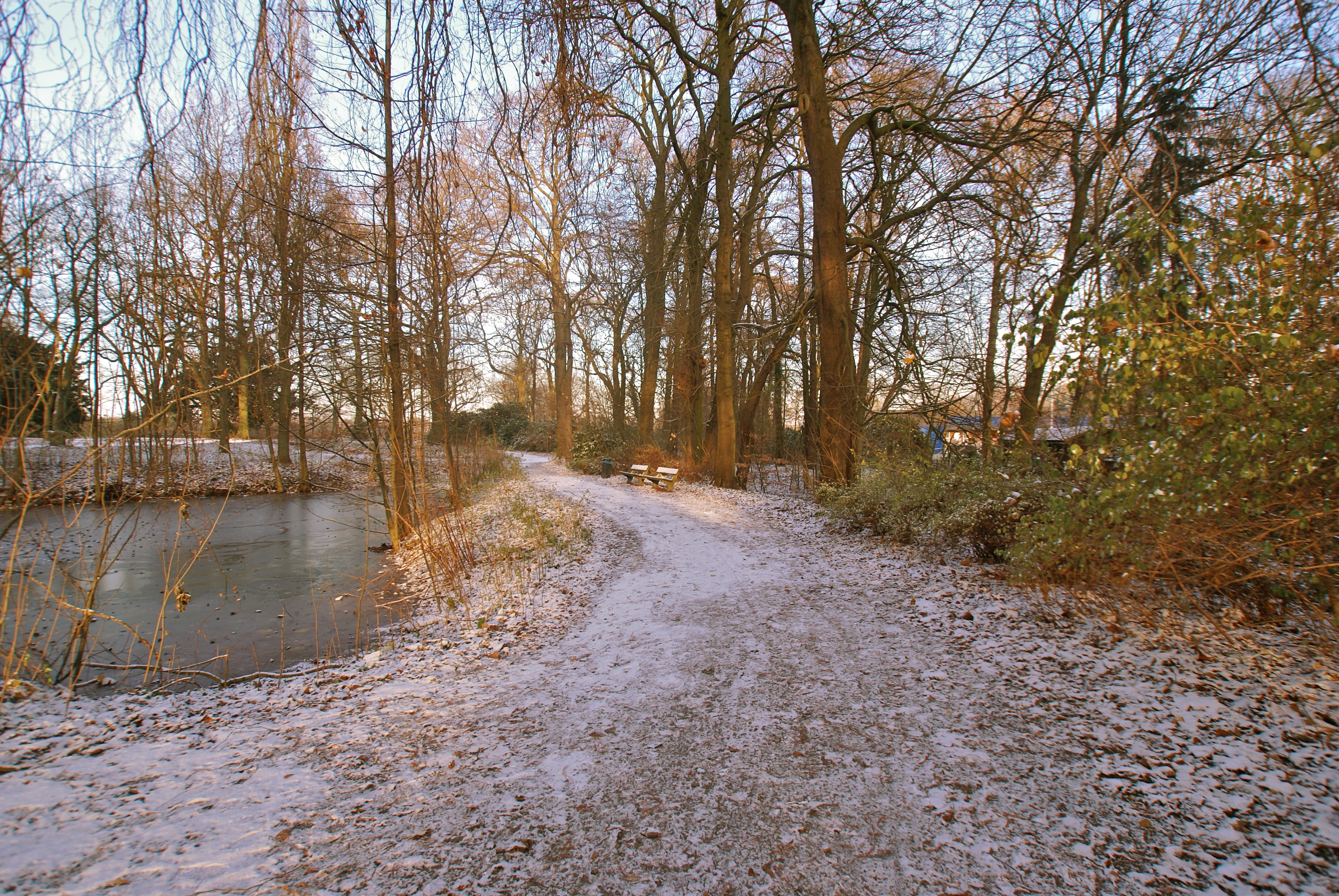
Un estany (esquerra) i el Düngelau (dreta) al Park Sola Bona a Eidelstedt
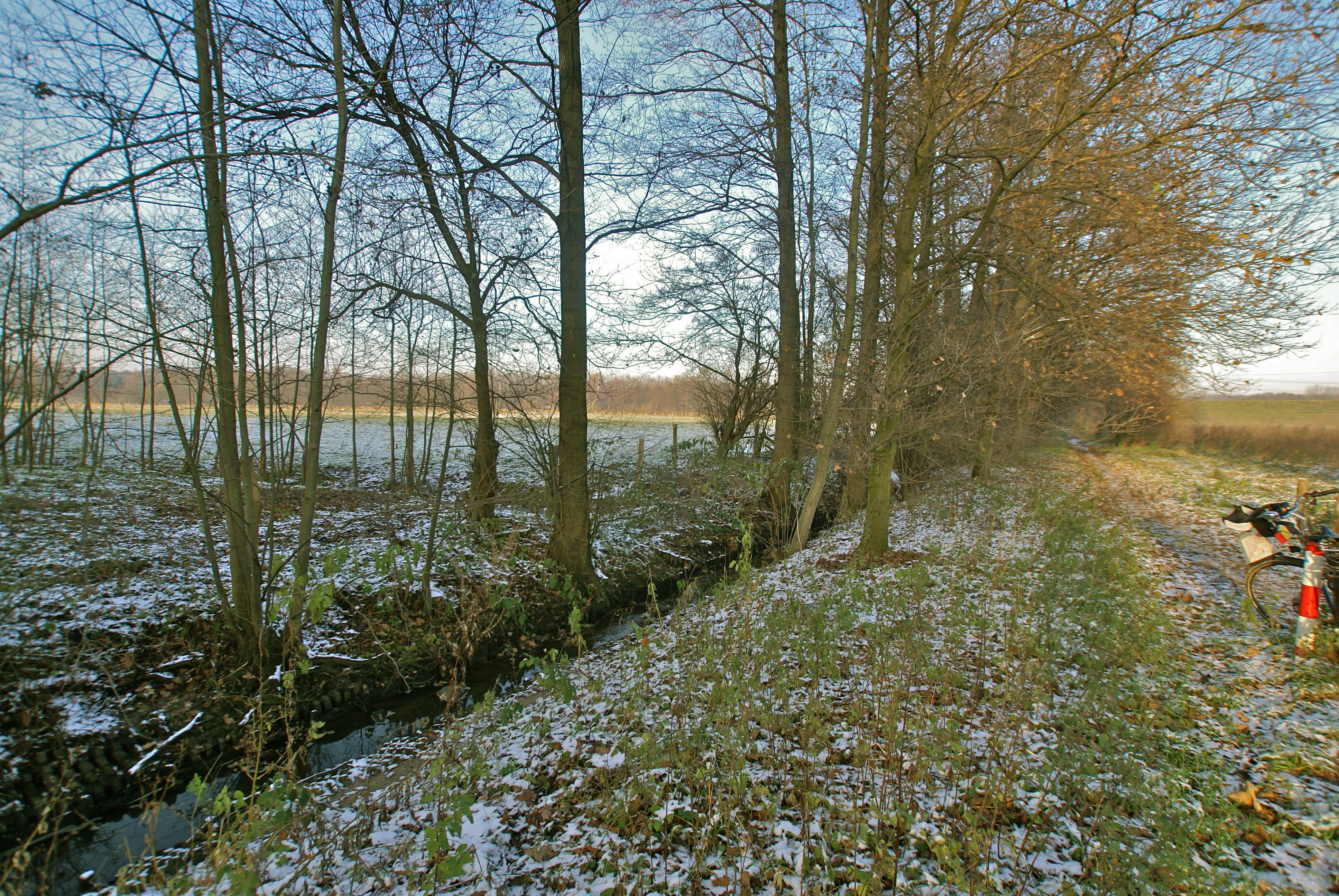
La vall del Düngelau a prop de la desembocadura amb el Mühlenau